# Peter Raeburn
Pour les articles homonymes, voir Raeburn.
Peter Raeburn, né en 2 novembre 1965 à Johannesbourg (Afrique du Sud), est un compositeur, producteur de musique et auteur-compositeur britannique.
Il a remporté plus de 70 prix dans les différents domaines dans lesquels il a travaillé.

## Biographie
En tant que compositeur, Raeburn a écrit la musique de divers longs métrages, dont Canicule (The Dry) de Robert Connelly, avec Eric Bana pour Made Up Stories, Photograph de Ritesh Batra, publié par Amazon, Dans les angles morts (Things Heard & Seen) de Shari Springer Berman et Robert Pulcini pour Netflix avec Amanda Seyfried, Nancy de Christina Choe, avec Andrea Riseborough et Steve Buscemi, Woodshock d'A24 de Kate et Laura Mulleavy avec Kirsten Dunst, The Last Photograph, le premier long métrage du réalisateur Danny Huston et le film Apparence trompeuse du réalisateur Joshua Leonard.
Il a également composé la musique du long métrage documentaire de Raoul Martinez et Joshua Van Praag, Create Freedom: Lottery of Birth, qui a été nommé pour le meilleur documentaire au Raindance Film Festival. Sa musique figure dans Blue Valentine, avec Ryan Gosling et Michelle Williams.
Raeburn est également bien connu pour son travail avec le réalisateur Jonathan Glazer sur ses films Sexy Beast, Birth et Under The Skin, nommé aux BAFTA. Raeburn a joué un rôle déterminant dans l'élaboration de la bande originale de Breaking the Waves de Lars von Trier.

## Filmographie partielle

### Au cinéma
- 1995 : Le Confessionnal  (remerciements particuliers)[1]
- 1996 : Breaking the Waves  (coproducteur musical)
- 2001 : Sexy Beast  (producteur de musique)[2]
- 2004 : Birth  (producteur de musique, superviseur et arrangeur)[3]
- 2013 : Under the Skin  (producteur de musique, superviseur musical et arrangeur)
- 2013 : Mandela : Un long chemin vers la liberté  (consultant musical)
- 2017 : Woodshock  (compositeur)
- 2021 : Canicule  (compositeur, producteur de musique et arrangeur)
- 2021 : Dans les angles morts  (compositeur)
- 2024 : Håndtering av udøde

## Récompenses et distinctions
- (en) Peter Raeburn: Awards, sur l'Internet Movie Database